# داميان خورادو
داميان خورادو (بالإنجليزية: Damien Jurado)‏ هو مغن مؤلف ومغني وعازف قيثارة أمريكي، ولد في 12 نوفمبر 1972 في سياتل في الولايات المتحدة.

## وصلات خارجية
- الموقع الرسمي
- داميان خورادو على موقع ميوزك برينز (الإنجليزية)
- داميان خورادو على موقع أول ميوزيك (الإنجليزية)
- داميان خورادو على موقع ديسكوغز (الإنجليزية)